# Cratichneumon arizonensis
Cratichneumon arizonensis är en stekelart som först beskrevs av Henry Lorenz Viereck 1905.  Cratichneumon arizonensis ingår i släktet Cratichneumon och familjen brokparasitsteklar. Inga underarter finns listade i Catalogue of Life.